# Parvus (Währungseinheit)

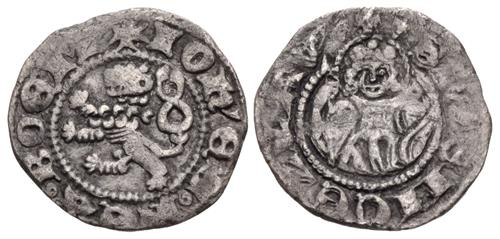
Königreich Böhmen, Parvus von Johann von Böhmen (1310–1346), Münzstätte Kuttenberg (Durchmesser 14 mm, Silber, 0,58 g, beschnitten)

Parvus oder Parvus Denarius (lat. parvus = klein) war eine kleine Währungseinheit im Königreich Böhmen (Parvus Denarius Pragensis) seit der Einführung des Prager Groschens im Jahr 1300. 12 Stück ergaben einen Prager Groschen. Er wurde im Jahr 1327 durch den Heller ersetzt.
In Anlehnung an den böhmischen Parvus wurde in der Markgrafschaft Meißen unter Markgraf Friedrich I. dem Freidigen (1307–1323) ein zweiseitiger Pfennig, Parvus Misnensis, eingeführt. Die Vorderseite zeigt ein Lilienkreuz und die Rückseite den Meißner Löwen. Eine ähnliche Prägung mit einem Raugewicht von 0,3 g stammt vom Markgrafen Friedrich III. (1323–1349).
Nach Gerhard Krug wurden in der Münzstätte Freiberg von Friedrich II. dem Ernsthaften (1323–1349) Hohlheller geschlagen, die als Parvi bezeichnet wurden und Teil der neuen Groschenwährung mit Breiten Groschen waren.